# Whitewright
Whitewright è un centro abitato degli Stati Uniti d'America, situato nella contea di Grayson dello Stato del Texas. Parti del suo territorio sono comprese nei confini della contea di Fannin.
La popolazione era di 1.604 persone al censimento del 2010. Fa parte dell'area metropolitana di Sherman–Denison.

## Geografia fisica
Whitewright è situata a 33°30′40″N 96°23′36″W (33.511136, -96.393400), principalmente nella contea di Grayson, con una parte nella contea di Fannin.
Secondo lo United States Census Bureau, ha un'area totale di 5.5 km² (2.1 sq mi) di cui lo 0,47% d'acqua.

## Società

### Evoluzione demografica
Secondo il censimento del 2000, c'erano 1.740 persone, 650 nuclei familiari e 456 famiglie residenti nella città. La densità di popolazione era di 830,0 persone per miglio quadrato (319,9/km²). C'erano 732 unità abitative a una densità media di 349,2 per miglio quadrato (134,6/km²). La composizione etnica della città era formata dall'87,36% di bianchi, l'8,33% di afroamericani, lo 0,57% di nativi americani, lo 0,92% di asiatici, lo 0,06% di isolani del Pacifico, lo 0,86% di altre razze, e l'1,90% di due o più etnie. Ispanici o latinos di qualunque razza erano il 2,64% della popolazione.
C'erano 650 nuclei familiari di cui il 33,2% aveva figli di età inferiore ai 18 anni, il 54,3% erano coppie sposate conviventi, l'11,8% aveva un capofamiglia femmina senza marito, e il 29,8% erano non-famiglie. Il 26,3% di tutti i nuclei familiari erano individuali e il 12,9% aveva componenti con un'età di 65 anni o più che vivevano da soli. Il numero di componenti medio di un nucleo familiare era di 2,52 e quello di una famiglia era di 3,04.
La popolazione era composta dal 26,2% di persone sotto i 18 anni, il 6,4% di persone dai 18 ai 24 anni, il 26,3% di persone dai 25 ai 44 anni, il 20,6% di persone dai 45 ai 64 anni, e il 20,5% di persone di 65 anni o più. L'età media era di 39 anni. Per ogni 100 femmine c'erano 83,2 maschi. Per ogni 100 femmine dai 18 anni in giù, c'erano 78,8 maschi.
Il reddito medio di un nucleo familiare era di 33.194 dollari, e quello di una famiglia era di 42.292 dollari. I maschi avevano un reddito medio di 31.852 dollari contro i 22.639 dollari delle femmine. Il reddito pro capite era di 16.137 dollari. Circa il 7,9% delle famiglie e il 12,5% della popolazione erano sotto la soglia di povertà, incluso il 12,1% di persone sotto i 18 anni e il 16,9% di persone di 65 anni o più.